# Пишский повет
Пишский повет (пол. Powiat piski) — повет (район) в Польше, входит как административная единица в Варминьско-Мазурское воеводство. Центр повета — город Пиш. Занимает площадь 1776,17 км². Население — 57 570 человек (на 31 декабря 2015 года).

## Административное деление
- города: Бяла-Писка, Ожиш, Пиш, Ручане-Нида
- городско-сельские гмины: Гмина Бяла-Писка, Гмина Ожиш, Гмина Пиш, Гмина Ручане-Нида

## Демография
Население повета дано на 31 декабря 2015 года.
| Перепись            | Всего | Мужчины | Женщины |
| ------------------- | ----- | ------- | ------- |
| Всего               | 57570 | 28771   | 28799   |
| Городское население | 33967 | 16695   | 17272   |
| Сельское население  | 23603 | 12076   | 11527   |